# Şirin Hatun
Şirin Hatun (en turco otomano: شیریں خاتون, "dulce") (Circasia, c.1450 — Bursa, c.1521), más conocida como Doña Şirin, fue una concubina del sultán Beyazid II. Los hijos de Şirin y de Bayazid eran Şehzade Abdullah y Aynışah Sultan.

## Primeros años
Nació en 1450 en Circasia. De acuerdo con una inscripción, Şirin era la hija del hombre llamado Abdullah (Hātun binti Abdullah),  lo que significa que era una concubina del harén que se convirtió al Islam, o que su padre era cristiano y se convirtió al Islam. Bayezid se casó con Şirin en 1462 en Amasya. Mientras Bayezid era todavía el príncipe y gobernador de Amasya, dio a luz a su primera hija, Aynışah Sultan (1463 – 1514), y luego a su segundo hijo, Şehzade Abdullah (1465 – 11 de junio de 1483), quién se convirtió en heredero al trono.
El sultán le había concedido el pueblo de Emakin en Mihaliç. Ella dotó dos escuelas, una en Bursa y la otra en Mihaliç. También construyó dos mezquitas, una en Eynesil, y la otra conocida como "Mezquita Hatuniye" ubicada dentro del castillo de Trebisonda en 1470. Para sus dotaciones, asignó las aldeas de Kabacağaç y Kadi en Şile, así como cuatro molinos existentes en Koca Dere Creek en Şile. 
En 1477, Abdullah fue enviado a Manisa y luego en 1479 a Trebisonda. Şirin lo siguió. Luego en 1481, fue nombrado gobernador de Konya.
Abdullah falleció tan solo un año después de ser nombrado gobernador (posiblemente de alguna enfermedad), por lo que Şirin cayó en desgracia y fue exiliada. Şirin se fue a Bursa. Ella ordenó la construcción de una mezquita.

## Muerte
Murió en el exilio, durante el primer año del reinado de Solimán el Magnífico (r.1520 – 1566). Fue enterrada en el Complejo Muradiye

## Descendencia
- Aynışah Sultan (1463 — 1514), hija con Şirin Hatun. Se casó dos veces, tuvo descendencia.
- Şehzade Abdullah (1465 — 11 de junio de 1483), hijo con Şirin Hatun. Fue el primer hijo varón de Bayezid, fue gobernador de Manisa, Trebisonda y Konya. Murió por causas desconocidas y fue enterrado en Bursa. Tuvo tres consortes (una de ellas era su prima) y también tuvo descendencia;